# Liriomyza aculeolata
Liriomyza aculeolata är en tvåvingeart som beskrevs av Zlobin 2002. Liriomyza aculeolata ingår i släktet Liriomyza och familjen minerarflugor. Inga underarter finns listade i Catalogue of Life.